# ميرت أردوغان
ميرت أردوغان (بالتركية: Mert Erdoğan)‏ هو لاعب كرة قدم تركي في مركز الوسط، ولد في 1 مارس 1989 في أنقرة في تركيا. لعب مع 1461 طرابزون وأنقرة غوجو وقونية سبور ونادي تورك تليكوم ونادي فاتح كاراغومروك.

## وصلات خارجية
- ميرت أردوغان على موقع اتحاد تركيا (لاعب) (الإنجليزية)
- ميرت أردوغان على موقع قاعدة بيانات كرة القدم.إي يو (الإنجليزية)
- ميرت أردوغان على موقع عالم كرة القدم.نت (الإنجليزية)